# Richard Böttger
Richard Böttger (* 10. Juni 1873 in Eisleben; † 31. August 1957 in Mannheim) war ein deutscher Politiker (SPD).

## Leben
Böttger wurde als Sohn eines Schuhmachers geboren. Er besuchte die Zweite Bürgerschule in Eisleben und absolvierte eine Schreiner- und Glaserlehre. Danach begab er sich auf Wanderschaft durch Mittel- und Norddeutschland. Nach seiner dreijährigen Militärzeit gründete er 1895 in Zeitz eine Ortsgruppe der Glaser- und Holzarbeitergewerkschaft, der er auch vorstand, und wurde Mitglied der SPD. Danach ging er erneut auf Wanderschaft und ließ sich in Mannheim nieder, wo er bei Bopp & Reuther, heute VAG Armaturen, als Schreiner- und Glasergeselle arbeitete und sich an der Handelshochschule weiterbildete. Von 1898 bis 1904 war er Vorsitzender des Mannheimer Glaserverbands und dann bis 1919 Leiter des Arbeitersekretariats des Freien Gewerkschaftskartells.
1902 wurde Böttger Mitglied des Mannheimer SPD-Vorstands und von 1907 bis 1919 war er Stadtverordneter, ab 1913 auch Vorsitzender der SPD-Fraktion. Im gleichen Jahr wurde er Abgeordneter der Zweiten Kammer der Badischen Ständeversammlung, der er bis 1918 angehörte. 1919 wurde er Leiter des Wohlfahrtsdezernats der Stadtverwaltung Mannheim, zunächst als besoldeter Stadtrat ab 1927 im Rang des Dritten Bürgermeisters. 1933 nahmen ihn die Nationalsozialisten in „Schutzhaft“. Erst während des Zweiten Weltkriegs fand er wieder Arbeit und leitete in Stuttgart die Außenstelle eines Holzunternehmens.

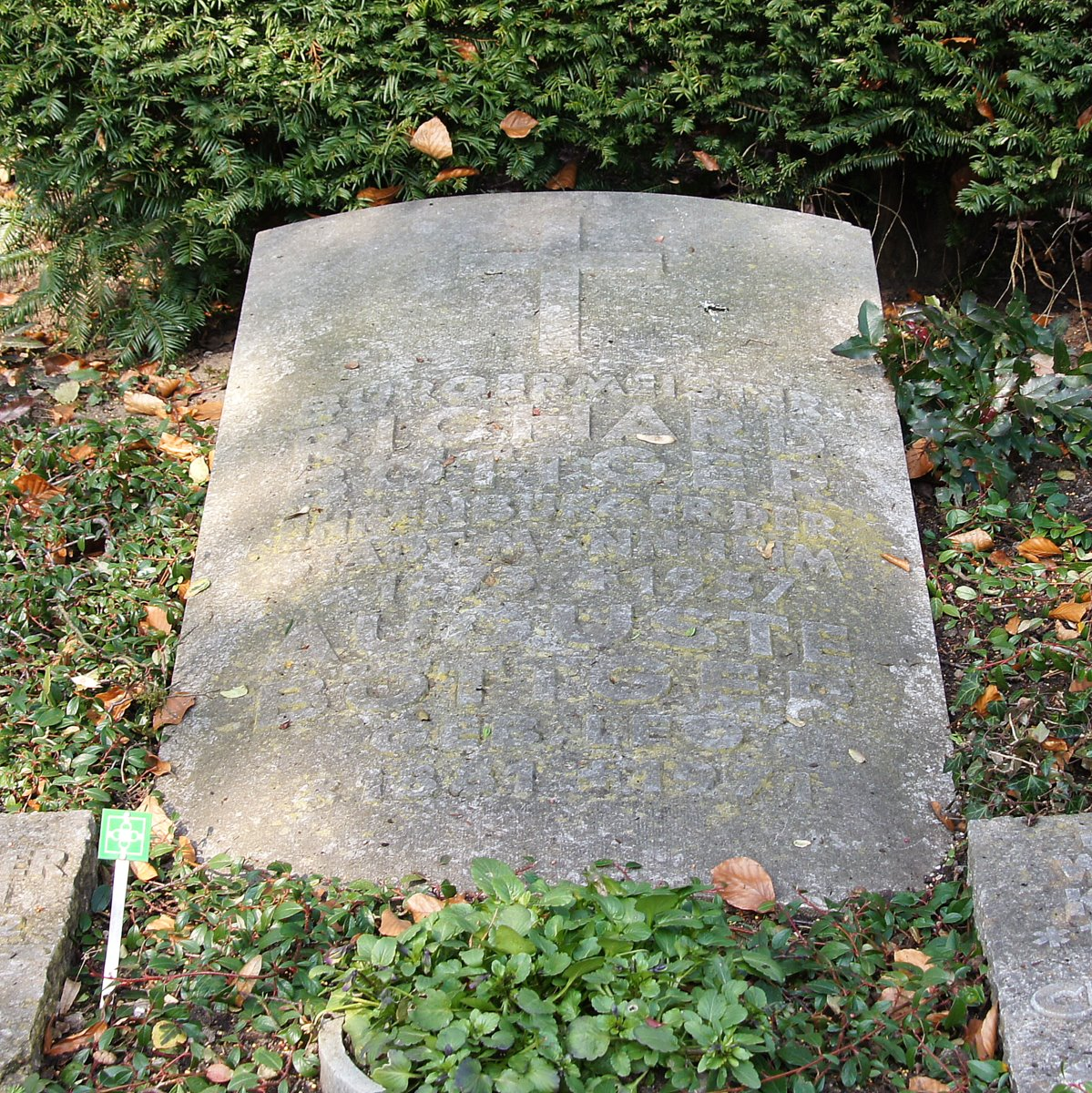
Böttgers Grab in Mannheim

Nach Kriegsende setzten die Amerikaner Josef Braun als Oberbürgermeister ein, der bereits in der ersten Aprilwoche 1945 den fast 72-jährigen Böttger wieder als Wohlfahrtsdezernent berief. Ein Jahr später wurde er Zweiter Bürgermeister und 1948 ging er in den Ruhestand. Ihm zu verdanken sind besonders die Mannheimer Notgemeinschaft, die Gartenstadt-Siedlung, die Gründung der Freien Volksbühne und der Theatergemeinde. Böttger war zweimal verheiratet (1. Johanna Philippi 1879–1901, 2. Auguste Leo 1881–1971) und hatte drei Kinder. Die tonnengewölbte Grabplatte auf dem Hauptfriedhof Mannheim besteht aus Muschelkalk und wurde von P. Geißler gestaltet.

## Ehrungen
Die Stadt Mannheim verlieh Böttger 1957 die Ehrenbürgerwürde und benannte nach seinem Tod ein städtisches Altersheim nach ihm.